# Fusignano
Fusignano là một thành phố tại tỉnh Ravenna, Emilia-Romagna, Ý. Đô thị này nằm gần sông Senio và có diện tích 21 km2, dân số là 8176 người (thời điểm 31 tháng 5 năm 2007). 